# Caryota
A Caryota az egyszikűek (monocots) osztályának a pálmavirágúak (Arecales) rendjébe, ezen belül a pálmafélék (Arecaceae) családjába tartozó nemzetség.

## Jellemzőik
A Caryota-fajok az egyedüli kétszeresen szárnyalt levelű pálmák. Virágzás nélkül növekednek mindaddig, amíg végleges magasságukat el nem érik. Ekkor oldalt a törzsön virágzatok törnek elő, először felfelé, majd egyre tovább, lefelé haladva. Mikor a legalsó terméságazat termései érnek, elpusztul a növény.

## Rendszerezés
A nemzetségbe az alábbi 14 faj tartozik:
- Caryota albertii F.Muell. ex H.Wendl., Linnaea 39: 221 (1875)
- Caryota angustifolia Zumaidar & Jeanson, Syst. Bot. 36: 600 (2011)
- Caryota cumingii Lodd. ex Mart., Hist. Nat. Palm. 3: 315 (1853)
- Caryota kiriwongensis Hodel, Palms (1999+) 53: 171 (2009)
- Caryota maxima Blume ex Mart., Hist. Nat. Palm. 3: 195 (1838)
- halfarokpálma (Caryota mitis) Lour., Fl. Cochinch.: 697 (1790)
- Caryota monostachya Becc., Webbia 3: 196 (1910)
- Caryota no Becc., Nuovo Giorn. Bot. Ital. 3: 12 (1871)
- Caryota obtusa Griff., Calcutta J. Nat. Hist. 5: 480 (1845)
- Caryota ophiopellis Dowe, Austral. Syst. Bot. 9: 20 (1996)
- Caryota rumphiana Mart., Hist. Nat. Palm. 3: 195 (1838)
- Caryota sympetala Gagnep., Notul. Syst. (Paris) 6: 151 (1937)
- diópálma (Caryota urens) L., Sp. Pl.: 1189 (1753)
- Caryota zebrina Hambali & al., Palms 44: 171 (2000)

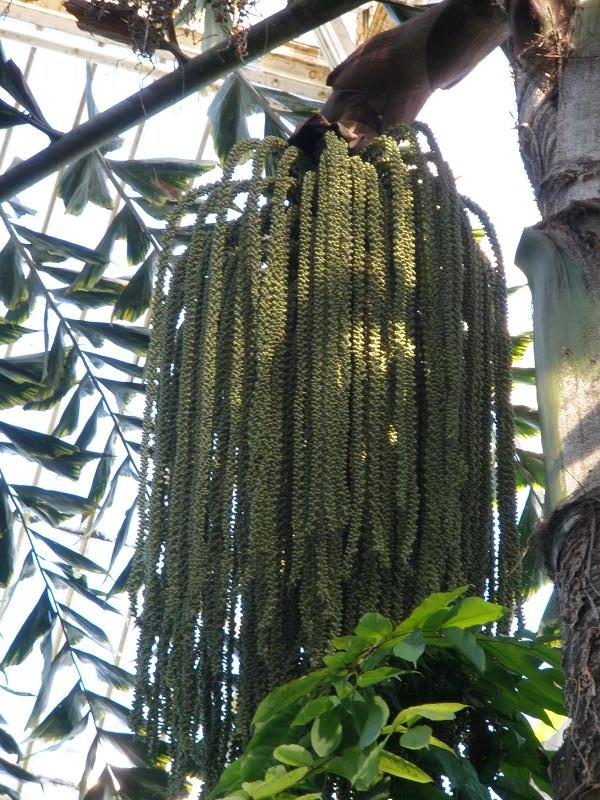
A halfarokpálma virágzatai